# Orden des Sterns von Italien

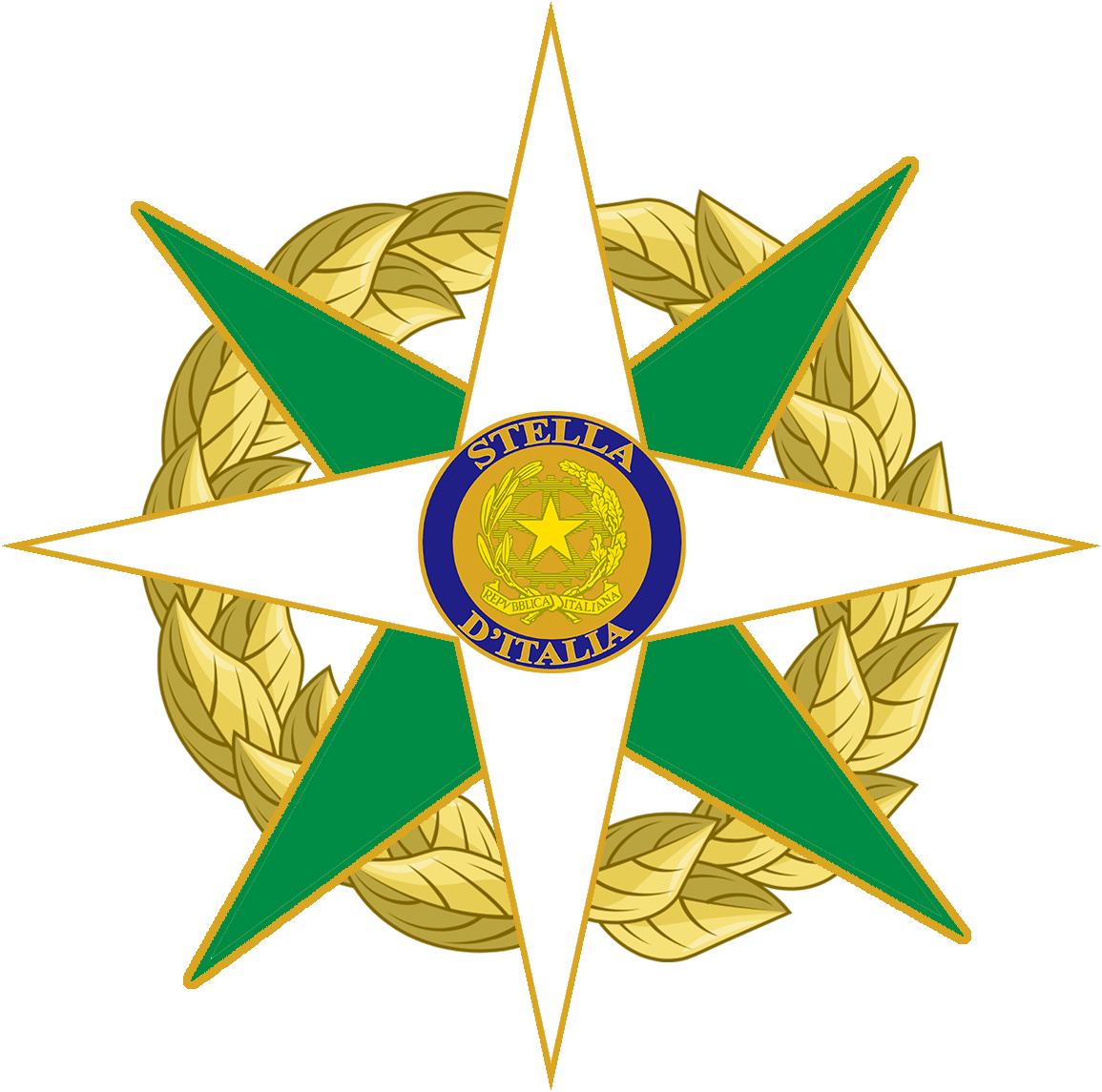
Stella d’Italia

Der Orden des Sterns von Italien (italienisch Ordine della Stella d’Italia) ist eine Verdienstauszeichnung der Italienischen Republik. Die Bezeichnung bezieht sich auf die Stella d’Italia, eines der ältesten National- und Staatssymbole Italiens. Die Auszeichnung wird für besondere Verdienste um die Beziehungen Italiens zu anderen Staaten an italienische Staatsbürger und Ausländer verliehen.

## Geschichte
Der Orden des Sterns von Italien wurde am 3. Februar 2011 gestiftet und löste gleichzeitig den 1947 gestifteten Orden des Sterns der italienischen Solidarität ab. Letzterer stand de facto in der Nachfolge des Kolonial-Ordens des Sterns von Italien. Der Kolonial-Orden war für besondere Verdienste um die Interessen der italienischen Kolonien geschaffen worden. Nachdem die Kolonien im Zweiten Weltkrieg verloren gegangen waren, wurde die Auszeichnung nicht mehr vergeben. Da Italien nach dem Krieg selbst Unterstützung für den eigenen Wiederaufbau benötigte, stiftete das vorläufige Staatsoberhaupt der Italienischen Republik, Enrico De Nicola, am 27. Januar 1947 den Orden des Sterns der italienischen Solidarität (italienisch Stella della solidarietà italiana) als Auszeichnung für Auslandsitaliener und Ausländer, die sich um den Wiederaufbau Italiens besonders verdient gemacht hatten. Im Jahr 2011 erfolgte dann wegen der lange zurückliegenden Nachkriegszeit und anlässlich des 150-jährigen Jubiläums der Einigung Italiens die Neuordnung und Umbenennung des Ordens. Der Schwerpunkt liegt heute im Bereich der kulturellen, sozialen, wissenschaftlichen und wirtschaftlichen Beziehungen zwischen Italien und anderen Staaten.

## Ordensklassen
Der Orden besteht aus fünf Klassen sowie dem Ehren-Großkreuz:

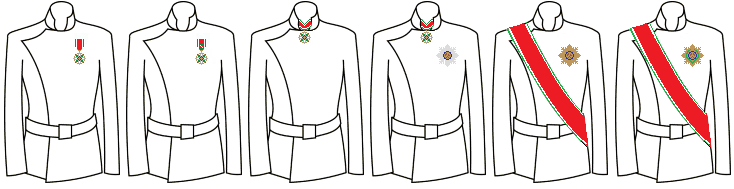
Trageweise des Ordens (v. l. n. r.: Ritter bis Ehren-Großkreuzritter)

- Ehren-Großkreuzritter – Cavaliere di gran croce d’onore
- Großkreuzritter – Cavaliere di gran croce
- Großoffizier – Grande ufficiale
- Komtur – Commendatore
- Offizier – Ufficiale
- Ritter – Cavaliere

Die Auszeichnungen werden vom Präsidenten der Italienischen Republik auf Vorschlag des Außenministers und nach Anhörung des Ordensrates verliehen. Chef des Ordens ist der Staatspräsident, Vorsitzender des Ordensrates ist der Außenminister. Zu den Mitgliedern des Ordensrates zählt der Protokollchef des Außenministeriums.
Für das Jahr 2012 waren insgesamt bis zu 400 Auszeichnungen vorgesehen, sowie zusätzlich bis zu zehn Ehren-Großkreuze für Zivilpersonen, die bei humanitären Missionen im Ausland ihr Leben verloren haben oder schwer verletzt wurden. Bisher (2023) wurden die Ärzte Carlo Urbani und Barbara De Anna sowie der Diplomat Luca Attanasio postum mit dem Ehren-Großkreuz ausgezeichnet.

## Bekannte Ordensträger
- Fernando Alonso, spanischer Automobilrennfahrer – Komtur: 2. Juni 2013[3]

Bekannte Ordensträger aus dem deutschsprachigen Raum sind:
- Horst Seehofer, Bayerischer Ministerpräsident – Großkreuz, 2. Juni 2013[4]
- Steffen Seibert, Journalist, ehem. Regierungssprecher, Diplomat – Großkreuz, 2. Juni 2013[5]
- Stephan Weil, Niedersächsischer Ministerpräsident – Großoffizier, 12. Januar 2015[6]
- Sandra Maria Gronewald, ZDF-Moderatorin – Ritter, 4. Juni 2019[7]